# Ноджа
Ноджа (груз. ნოჯა) — село в Грузии, на территории Душетского муниципалитета края (мхаре) Мцхета-Мтианети.

## География
Село находится в северо-восточной части Грузии, на правом берегу реки Абаносхеви (левый приток Арагви), на расстоянии приблизительно 13 километров (по прямой) к востоко-юго-востоку от города Душети, административного центра муниципалитета. Абсолютная высота — 1234 метра над уровнем моря.

## Население
По результатам официальной переписи населения 2014 года постоянное население в Нодже отсутствовало.
| Год  | Население, человек |
| ---- | ------------------ |
| 2002 | 6                  |
| 2014 | ↘ 0                |